# John Mahoney
John Mahoney (Blackpool, 1940. június 20. – Chicago, 2018. február 4.) Tony-díjas angol–amerikai színész.

## Élete és pályafutása
Pályafutását színpadi színészként kezdte, melynek legrangosabb kritikai elismerése egy 1986-os Tony-díj volt legjobb férfi mellékszereplő (színdarab) kategóriában. 1993–2004 között a címszereplő édesapját alakította a Frasier – A dumagép című szituációs komédiában. A szereppel Golden Globe- és Primetime Emmy-jelöléseket szerzett. Több Screen Actors Guild-díjra is jelölték, melyek közül egyet vehetett át, a többi szereplővel közösen.
Fontosabb filmjei közé tartozik a Holdkórosok (1987), a Bádogemberek (1987), a Kiállítva (1988), a Mondhatsz akármit (1989), a Hollywoodi lidércnyomás (1991), a Célkeresztben (1993), A nagy ugrás (1994) és a Szerelem a Fehér Házban (1995).
Szinkronszínészként hangját kölcsönözte a Z, a hangya (1998), a Szuper haver (1999), az Atlantisz – Az elveszett birodalom (2001) és az Eszeveszett birodalom 2. – Kronk, a király (2005) című animációs filmekben.

## Filmográfia

### Film
| Év   | Magyar cím                                 | Eredeti cím                               | Szerep                                 | Magyar hang       |
| ---- | ------------------------------------------ | ----------------------------------------- | -------------------------------------- | ----------------- |
| 1981 |                                            | Hudson Taylor                             | ismeretlen szerep                      |                   |
| 1982 |                                            | Mission Hill                              | Michael Doyle                          |                   |
| 1984 |                                            | The Killing Floor                         | gyár képviselője                       |                   |
| 1985 | A csend kódja                              | Code of Silence                           | rendőrrobot menedzsere                 | Wohlmuth István   |
| 1985 | A csend kódja                              | Code of Silence                           | rendőrrobot menedzsere                 | Harmath Imre      |
| 1986 | Atomjáték                                  | The Manhattan Project                     | Conroy alezredes                       | Garai Róbert      |
| 1986 | Az arany utcában                           | Streets of Gold                           | Linnehan                               | Perlaki István    |
| 1987 | Bádogemberek                               | Tin Men                                   | Moe Adams                              |                   |
| 1987 | A gyanúsított                              | Suspect                                   | Matthew Bishop Helms bíró              | Gera Zoltán       |
| 1987 | A gyanúsított                              | Suspect                                   | Matthew Bishop Helms bíró              | Bács Ferenc       |
| 1987 | Holdkórosok                                | Moonstruck                                | Perry                                  | Cs. Németh Lajos  |
| 1988 | Őrület                                     | Frantic                                   | Williams követségi tisztviselő         | Somhegyi György   |
| 1988 | Elárulva                                   | Betrayed                                  | Shorty                                 | Makay Sándor      |
| 1988 | Elárulva                                   | Betrayed                                  | Shorty                                 | Szersén Gyula     |
| 1988 | Kiállítva                                  | Eight Men Out                             | William 'Kid' Gleason                  | Szersén Gyula     |
| 1989 | Mondhatsz akármit                          | Say Anything...                           | James Court                            | Barbinek Péter    |
| 1989 | Mondhatsz akármit                          | Say Anything...                           | James Court                            | Forgács Péter     |
| 1990 | Hűséges nőcsábász                          | Love Hurts                                | Boomer                                 | Barbinek Péter    |
| 1990 | Oroszország-ház                            | The Russia House                          | Brady                                  | Dobránszky Zoltán |
| 1991 | Hollywoodi lidércnyomás                    | Barton Fink                               | W. P. Mayhew                           | Dobránszky Zoltán |
| 1991 | Hollywoodi lidércnyomás                    | Barton Fink                               | W. P. Mayhew                           | Cs. Németh Lajos  |
| 1991 | Hollywoodi lidércnyomás                    | Barton Fink                               | W. P. Mayhew                           | Izsóf Vilmos      |
| 1992 | A 99-es paragrafus                         | Article 99                                | Dr. Henry Dreyfoos                     | Breyer László     |
| 1992 | A 99-es paragrafus                         | Article 99                                | Dr. Henry Dreyfoos                     | Barbinek Péter    |
| 1993 | Célkeresztben                              | In the Line of Fire                       | Sam Campagna titkosszolgálati igazgató | Pathó István      |
| 1993 | Árral szemben                              | Striking Distance                         | Vince Hardy százados                   | Makay Sándor      |
| 1993 | Árral szemben                              | Striking Distance                         | Vince Hardy százados                   | Papp János        |
| 1994 | A nagy ugrás                               | The Hudsucker Proxy                       | főszerkesztő                           | Végvári Tamás     |
| 1994 | A nagy ugrás                               | The Hudsucker Proxy                       | főszerkesztő                           | Forgács Gábor     |
| 1994 | A nagy ugrás                               | The Hudsucker Proxy                       | főszerkesztő                           | Versényi László   |
| 1994 | Nyakunkon az élet                          | Reality Bites                             | Grant Gubler                           | Cs. Németh Lajos  |
| 1995 |                                            | An Affectionate Look at Fatherhood        | Bob                                    |                   |
| 1995 | Szerelem a Fehér Házban                    | The American President                    | Leo Solomon                            | Uri István        |
| 1996 | Legbelső félelem                           | Primal Fear                               | John Shaughnessy                       | Bács Ferenc       |
| 1996 | Legbelső félelem                           | Primal Fear                               | John Shaughnessy                       | Végvári Tamás     |
| 1996 | Ő az igazi                                 | She's the One                             | Mr. Fitzpatrick                        | Szokolay Ottó     |
| 1998 | Z, a hangya                                | Antz                                      | részeg felderítő (hangja)              | Imre István       |
| 1999 | Szuper haver                               | The Iron Giant                            | Shannon Rogard tábornok (hangja)       | Ujlaki Dénes      |
| 2000 | Barátságpróba                              | The Broken Hearts Club: A Romantic Comedy | Jack                                   | Makay Sándor      |
| 2001 | A múlt árnyékában                          | Almost Salinas                            | Max Harris                             |                   |
| 2001 | Atlantisz – Az elveszett birodalom         | Atlantis: The Lost Empire                 | Preston B. Whitmore (hangja)           | Dobránszky Zoltán |
| 2003 | Atlantisz 2. – Milo visszatér              | Atlantis: Milo's Return                   | Preston B. Whitmore (hangja)           | Dobránszky Zoltán |
| 2005 | Eszeveszett birodalom 2. – Kronk, a király | Kronk's New Groove                        | Papi (hangja)                          | Csurka László     |
| 2007 | Dan és a szerelem                          | Dan in Real Life                          | Poppy                                  | Versényi László   |
| 2010 | Változó szerelem                           | Flipped                                   | Chet Duncan                            | Cs. Németh Lajos  |

### Televízió
| Év        | Magyar cím                 | Eredeti cím                   | Szerep                                  | Megjegyzések                                                                   |
| --------- | -------------------------- | ----------------------------- | --------------------------------------- | ------------------------------------------------------------------------------ |
| 1982      |                            | Chicago Story                 | Roselli hadnagy                         | főszereplő                                                                     |
| 1983      | Gyilkosság a toronyházban  | Through Naked Eyes            | rendőrkapitány                          | - tévéfilm - magyar hangja: - Dobránszky Zoltán                                |
| 1985      |                            | Lady Blue                     | Flynn százados                          | 1 epizód                                                                       |
| 1986      |                            | Trapped in Silence            | Dr. Winslow                             | tévéfilm                                                                       |
| 1987      | Saturday Night Live        | Saturday Night Live           | Eddie 'Fast Eddie' Felson / Paul Newman | 1 epizód                                                                       |
| 1987      |                            | American Playhouse            | Artie Shaughnessy                       | 1 epizód                                                                       |
| 1988      | Amerika kedvenc fia        | Favorite Son                  | Lou Brenner                             | minisorozat (1 epizód)                                                         |
| 1989      |                            | Dinner at Eight               | Oliver Jordan                           | tévéfilm                                                                       |
| 1990      |                            | The Image                     | Irv Mickelson                           | tévéfilm                                                                       |
| 1990      |                            | H.E.L.P.                      | Patrick Meacham rendőrfőnök             | főszereplő (6 epizód)                                                          |
| 1991      | Tízmillió dollár a tét     | The 10 Million Dollar Getaway | Jimmy Burke                             | - tévéfilm - magyar hangja: - Vajda László                                     |
| 1992      |                            | The Human Factor              | Dr. Alec McMurtry                       | főszereplő (5 epizód)                                                          |
| 1992      |                            | The Water Engine              | Mason Gross                             | tévéfilm                                                                       |
| 1992      |                            | Screenplay                    | Walter Partin                           | 1 epizód                                                                       |
| 1992      | Cheers                     | Cheers                        | Sy Flembeck                             | 1 epizód                                                                       |
| 1992      |                            | Unnatural Pursuits            | Paddy Quinn                             | 1 epizód                                                                       |
| 1993–2004 | Frasier – A dumagép        | Frasier                       | Martin Crane                            | főszereplő                                                                     |
| 1995      |                            | Biography                     | narrátor (hangja)                       | 1 epizód                                                                       |
| 1996      | Űrbalekok                  | 3rd Rock from the Sun         | Dr. Leonard Hanlin                      | 1 epizód                                                                       |
| 1997      |                            | Tracey Takes On...            | Jeffrey Ayliss                          | 1 epizód                                                                       |
| 1998      |                            | Nothing Sacred                | Vince Reyneaux                          | 1 epizód                                                                       |
| 2000      |                            | Becker                        | Joe D'Andrea atya                       | 1 epizód                                                                       |
| 2000      |                            | Teacher's Pet                 | narrátor / Tim Tim Tim (hangja)         | 1 epizód                                                                       |
| 2000      |                            | Nature                        | narrátor                                | 1 epizód                                                                       |
| 2003      |                            | Gary the Rat                  | Steele (hangja)                         | 1 epizód                                                                       |
| 2005      |                            | Fathers and Sons              | Gene                                    | tévéfilm                                                                       |
| 2006      | Vészhelyzet                | ER                            | Bennett Cray                            | 1 epizód                                                                       |
| 2007      |                            | Mobsters                      | narrátor                                | 1 epizód                                                                       |
| 2007      | A Simpson család           | The Simpsons                  | Dr. Robert Terwilliger Sr.              | 1 epizód                                                                       |
| 2009      | In Treatment – A terapeuta | In Treatment                  | Walter Barnett                          | - visszatérő szereplő - 2. évad (7 epizód)                                     |
| 2009–2010 | Minden lében négy kanál    | Burn Notice                   | Management                              | 2 epizód                                                                       |
| 2010      |                            | $#*! My Dad Says              | Wally Durham alezredes                  | 1 epizód                                                                       |
| 2011–2014 | Vérmes négyes              | Hot in Cleveland              | Roy                                     | - visszatérő szereplő - 2-5. évad (6 epizód) - magyar hangja: - Perlaki István |
| 2015      | Foyle háborúja             | Foyle's War                   | Andrew Del Mar                          | 1 epizód                                                                       |